# Emboscada (álbum)
Emboscada es el quinto álbum de estudio del rapero puertorriqueño Vico C, lanzado el 3 de abril de 2002 a través de EMI Latin y séptima producción discográfica con canciones inéditas. Producido por Mr. Funky y descrito por el propio artista como su álbum más completo hasta esa fecha, Emboscada marca un momento crucial en la carrera de Vico C al ser lanzado tres años después de su exitoso álbum de redención Aquel que había muerto (1998).
El álbum contiene once pistas que abordan temas de cristianismo, redención, crítica social y contenido explícito sobre violencia y sexualidad dentro del género urbano latino. Emboscada incorpora rap cristiano con elementos de reguetón alternativo y tropical house, consolidando la evolución sonora del artista en los primeros años del nuevo milenio.
El proyecto fue reconocido con múltiples nominaciones, incluyendo el Grammy Latino al Mejor Álbum de Música Urbana en 2003, Premio Lo Nuestro como Álbum Urbano del Año, y un Premio Billboard de la Música Latina por "Álbum de Rap Latino".
Paradójicamente, el álbum precedió a uno de los períodos más turbulentos de la vida personal del artista, ya que poco después de su lanzamiento, Vico C recayó en problemas de adicción y fue arrestado en Miami por posesión de cocaína, lo que generó una notable contradicción con los mensajes antidrogas presentes en el álbum.

## Contexto y desarrollo
Emboscada surgió durante un período de estabilidad relativa en la vida de Vico C, tres años después del éxito crítico y comercial de Aquel que había muerto (1998), que había marcado su regreso triunfal tras superar problemas de adicción. El álbum fue concebido como una continuación temática de su fase de rap consciente y cristiano, manteniendo la crítica social que caracterizaba su trabajo.
El título "Emboscada" refleja la visión del artista sobre los peligros y tentaciones que acechan en la sociedad moderna, conceptualizando el álbum como una alerta sobre las "emboscadas" morales y sociales que enfrentan los jóvenes. Esta temática se desarrolla a lo largo de las once pistas del álbum, que el artista describió como su trabajo más completo hasta esa fecha.
La producción estuvo a cargo de Mr. Funky, quien trabajó en crear un sonido que fusionara el hip hop tradicional con elementos emergentes del reguetón y toques de música tropical. El álbum se grabó en Funky Town Studios y contó con la participación de músicos como Peter Vivaldi (piano), Joey Julia (guitarra), y Miguel Caraballo Jr. (trompeta).

## Contenido temático y análisis lírico
Emboscada presenta una dualidad temática característica del trabajo de Vico C, combinando mensajes de redención cristiana con crítica social directa. El álbum aborda temas como:
- Crítica social y urbana: Canciones como «Los Perros» utilizan metáforas animales para criticar comportamientos humanos, mientras que «Peligro» advierte sobre las amenazas del entorno urbano.

- Mensaje antidrogas: «La Niña Modelo» y «Crack Crack» presentan narrativas sobre los efectos destructivos de las drogas en la familia y la sociedad, con «Crack Crack» funcionando como una "aspirina" educativa para su pueblo.

- Redención y espiritualidad: «Por el Lente del Cielo» y «El Súper Héroe» abordan temas de perdón, segunda oportunidades y la búsqueda de verdaderos modelos a seguir.

- Nostalgia y reivindicación: «La Movida» representa una nueva versión de un tema previo, reivindicando material que había sido "engavetado" por problemas discográficos.

Irónicamente, muchos de los mensajes preventivos del álbum contrastarían dramáticamente con los problemas personales que enfrentaría el artista poco después de su lanzamiento.

## Producción musical
El álbum incorpora samples significativos, incluyendo elementos de Eddie Palmieri ("Vámonos Pal Monte") en la canción titular y de José José ("Nuestro Amor" en "La Movida"), demostrando la habilidad de Mr. Funky para fusionar elementos de la música latina tradicional con sonidos urbanos contemporáneos.
La instrumentación incluye guitarra (Joey Julia), piano (Peter Vivaldi), trompeta (Miguel Caraballo Jr.), trombón (Larry Sporspon), y batería (Ismael Rivera), creando una textura musical rica que va más allá del hip hop básico hacia una propuesta más compleja y melódica.

## Sencillos y recepción comercial
«Los Perros» sirvió como primer sencillo en marzo de 2002, destacando por su uso inteligente de metáforas para criticar comportamientos sociales.
«Emboscada», la canción titular, fue lanzada en junio de 2002 y alcanzó la posición 41 en la lista Billboard Hot Latin Songs. La canción también fue incluida como banda sonora de la película estadounidense A contrarreloj protagonizada por Denzel Washington, marcando una importante presencia de Vico C en el mercado cinematográfico estadounidense.
«El Súper Héroe» fue lanzado como tercer sencillo en septiembre de 2002, una canción que había aparecido previamente como bonus track en el álbum Vivo.

## Recepción crítica
Emboscada recibió reseñas generalmente positivas de la crítica y los fanáticos. Los críticos elogiaron la madurez lírica de Vico C y su capacidad para abordar temas complejos manteniendo la accesibilidad musical. El álbum fue particularmente apreciado por su mensaje consciente en un momento en que el rap latino comenzaba a comercializarse más hacia temas superficiales.
Sin embargo, el contraste entre los mensajes del álbum y los posteriores problemas personales del artista generó controversia entre los fanáticos, quienes expresaron su desilusión al ver que el mismo artista que predicaba contra las drogas en «La Niña Modelo» fue arrestado por posesión de cocaína poco después.

## Legado y contexto histórico
Emboscada representa el último álbum de Vico C antes de su recaída en problemas de adicción, lo que le otorga un significado especial en su discografía. El álbum capturó el momento cumbre de su fase de rap consciente, antes de que su vida personal volviera a complicarse.
El proyecto demostró la capacidad de Vico C para evolucionar musicalmente sin perder su esencia, incorporando nuevos elementos sonoros mientras mantenía su característico mensaje social. Las colaboraciones con músicos de diversos géneros establecieron un precedente para futuras fusiones en la música urbana latina.
La presencia en Hollywood a través de A contrarreloj marcó un hito importante para el rap latino en el mercado estadounidense, abriendo puertas para futuras generaciones de artistas urbanos latinos.

## Lista de canciones
| N.º   | Título                   | Instrumentación destacada                                      | Duración |  |
| 1.    | «Intro»                  | Piano – Peter Vivaldi                                          | 1:55     |  |
| 2.    | «Peligro»                | Guitarra – Joey Julia                                          | 2:54     |  |
| 3.    | «¿Y Ahora Qué?»          | Violín – Sara "La Cubana"                                      | 4:10     |  |
| 4.    | «Abusando»               | Guitarra – Joey Julia                                          | 3:58     |  |
| 5.    | «La Niña Modelo»         | Guitarra – Joey Julia                                          | 6:09     |  |
| 6.    | «Emboscada»              | Trompeta – Miguel Caraballo Jr.                                | 4:21     |  |
| 7.    | «Los Perros»             |                                                                | 3:58     |  |
| 8.    | «La Movida»              | Sample de José José                                            | 3:23     |  |
| 9.    | «Por el Lente del Cielo» | Guitarra – Joey Julia, Trombón – Larry Sporspon                | 4:09     |  |
| 10.   | «Crack Crack»            |                                                                | 2:55     |  |
| 11.   | «El Súper Héroe»         | Batería – Ismael Rivera, Guitarra – Norman "Mostrícui" Casiano | 4:21     |  |
| 42:18 |                          |                                                                |          |  |

## Personal
Créditos adaptados de las notas del álbum.
Músicos
- Vico C – voz, composición
- Peter Vivaldi – piano
- Joey Julia – guitarra
- Sara "La Cubana" – violín
- Miguel Caraballo Jr. – trompeta
- Larry Sporspon – trombón
- Ismael Rivera – batería
- Norman "Mostrícui" Casiano – guitarra

Producción
- Mr. Funky – productor
- EMI Latin – sello
- Sparrow Label Group – fabricación
- Chordant Distribution Group – distribución
- Lisette Lorenzo – dirección artística y diseño
- Lisy – diseño

## Samples y referencias musicales
- «Emboscada» contiene samples de Eddie Palmieri "Vámonos Pal Monte"[5]
- «La Movida» incorpora samples de José José "Nuestro Amor"[5]

## Posicionamiento en listas
| Canción     | Lista                     | Mejor posición |
| ----------- | ------------------------- | -------------- |
| «Emboscada» | Billboard Hot Latin Songs | 41             |

## Reconocimientos
2003:
- Premios Grammy Latinos - Mejor Álbum de Música Urbana (Nominado)[1]
- Premios Lo Nuestro - Álbum Urbano del Año (Nominado)
- Billboard Latin Music Awards - Latin Rap Album of the Year (Nominado)[2]

## Videos musicales
- «Los Perros» (2002)
- «Emboscada» (2002)
- «El Súper Héroe» (2002)

## Impacto cultural
Emboscada representa un documento importante de la evolución del rap latino a principios de los años 2000, capturando la tensión entre mensajes conscientes y la creciente comercialización del género. El álbum sirvió como puente entre el rap cristiano de finales de los 90 y el reguetón emergente de principios de los 2000.
La inclusión en la banda sonora de una película de Hollywood protagonizada por Denzel Washington marcó un precedente para la presencia del rap latino en el mercado cinematográfico estadounidense, abriendo caminos para futuras generaciones de artistas urbanos.